# Europees kampioenschap korfbal 2016
Het Europees kampioenschap korfbal 2016 (IKF EKC 2016) vond plaats van 22 oktober 2016 tot en met 30 oktober 2016 in Nederland. Het was de zesde editie van het door de IKF georganiseerde Europees kampioenschap korfbal. 
Het vorige Europees kampioenschap korfbal werd gewonnen door Nederland, dat ook al de winnaar was in 1998, 2002, 2006, 2010 en 2014. 

## Gekwalificeerde landen
- Nederland (titelverdediger) & (gastland)
- België
- Engeland
- Catalonië
- Duitsland
- Polen
- Portugal
- Rusland
- Turkije
- Tsjechië

## Groepsfase

### Groep A
| Land      | Wed | Win | WnV | VnV | Ver | DV  | DT  | +/− | Pnt |
| --------- | --- | --- | --- | --- | --- | --- | --- | --- | --- |
| Nederland | 4   | 4   | 0   | 0   | 0   | 123 | 51  | +72 | 12  |
| Catalonië | 4   | 3   | 0   | 0   | 1   | 96  | 64  | +32 | 9   |
| Duitsland | 4   | 2   | 0   | 0   | 2   | 77  | 71  | +6  | 6   |
| Rusland   | 4   | 1   | 0   | 0   | 3   | 53  | 120 | -67 | 3   |
| Turkije   | 4   | 0   | 0   | 0   | 4   | 47  | 90  | -43 | 0   |

| Land      | Score   | Land      |
| --------- | ------- | --------- |
| Nederland | 22 – 17 | Catalonië |
| Rusland   | 19 – 12 | Turkije   |
| Turkije   | 15 – 23 | Catalonië |
| Nederland | 26 – 15 | Duitsland |
| Duitsland | 21 – 13 | Turkije   |
| Catalonië | 35 – 11 | Rusland   |
| Duitsland | 25 – 11 | Rusland   |
| Nederland | 28 – 7  | Turkije   |
| Catalonië | 21 – 16 | Duitsland |
| Nederland | 48 – 12 | Rusland   |

### Groep B
| Land     | Wed | Win | WnV | VnV | Ver | DV  | DT | +/− | Pnt |
| -------- | --- | --- | --- | --- | --- | --- | -- | --- | --- |
| België   | 4   | 4   | 0   | 0   | 0   | 114 | 52 | +62 | 12  |
| Portugal | 4   | 3   | 0   | 0   | 1   | 73  | 55 | +18 | 9   |
| Engeland | 4   | 2   | 0   | 0   | 2   | 66  | 66 | +0  | 6   |
| Tsjechië | 4   | 1   | 0   | 0   | 3   | 54  | 77 | -23 | 3   |
| Polen    | 4   | 0   | 0   | 0   | 4   | 37  | 94 | -57 | 0   |

| Land     | Score   | Land     |
| -------- | ------- | -------- |
| Tsjechië | 16 – 6  | Polen    |
| België   | 22 – 14 | Engeland |
| België   | 25 – 14 | Portugal |
| Engeland | 23 – 13 | Polen    |
| Polen    | 8 – 22  | Portugal |
| Engeland | 17 – 14 | Tsjechië |
| Portugal | 20 – 10 | Tsjechië |
| België   | 33 – 10 | Polen    |
| Engeland | 12 – 17 | Portugal |
| België   | 34 – 14 | Tsjechië |

## Knock-outfase
|  | Halve finale | Halve finale |              |    | Finale | Finale |
|  |              |              |              |    |        |        |
|  |              |              |              |    |        |        |
|  |              |              |              |    |        |        |
|  | Nederland    | 31           |              |    |        |        |
|  | Nederland    | 31           |              |    |        |        |
|  | Portugal     | 10           |              |    |        |        |
|  | Portugal     | 10           | Nederland    | 27 |        |        |
|  |              |              | Nederland    | 27 |        |        |
|  |              | België       | 14           |    |        |        |
|  | België       | België       | 14           | 26 |        |        |
|  | België       |              |              | 26 |        |        |
|  | Catalonië    | 13           |              |    |        |        |
|  | Catalonië    | 13           | Troostfinale |    |        |        |
|  |              |              |              |    |        |        |
|  |              |              |              |    |        |        |
|  |              |              |              |    |        |        |
|  | Portugal     | 12           |              |    |        |        |
|  | Portugal     | 12           |              |    |        |        |
|  | Catalonië    | 16           |              |    |        |        |

## Eindstand van het toernooi
| Plaats op ranglijst | Team      |
| ------------------- | --------- |
| Goud                | Nederland |
| Zilver              | België    |
| Brons               | Catalonië |
| 4                   | Portugal  |
| 5                   | Duitsland |
| 6                   | Engeland  |
| 7                   | Tsjechië  |
| 8                   | Rusland   |
| 9                   | Polen     |
| 10                  | Turkije   |

| Europees Kampioen Korfbal 2016 |
| ------------------------------ |
| Nederland Zesde titel          |

## Organisatie
De organisatie ontving een subsidie van € 250.000 van het Ministerie van VWS, in het kader van de subsidieregeling van topsportevenementen.